# Olivier-François Sauvage
Pour les articles homonymes, voir Sauvage (homonymie).
Olivier-François Sauvage est un maître écrivain français, né vers 1665, mort le 14 octobre 1737.

## Biographie
Né à Rennes, neveu et élève de Jean-Baptiste Alais de Beaulieu, il enseigna d'abord dans la classe d'Alais jusqu'en 1689. Il fut reçu en la Communauté des maîtres écrivains jurés le 23 avril 1693.
Le 21 mai 1693, Olivier françois Sauvage, maître expert écrivain juré à Paris, quai des Orfèvres, épousa Marie Jeanne Desplanches, fille de Nicolas Desplanches, maître expert écrivain juré à Paris, et syndic de sa communauté, rue Saint-Antoine.
Il eut un frère aîné nommé Sauvage Ducheney, maître écrivain comme lui, et deux fils Julien-Jean-François et Jean-Gaston (reçus tous deux en 1712), également maîtres écrivains. D'autres maîtres écrivains ont porté ce patronyme : Charles-Arnault, Jean-Baptiste-Nicolas-Gaston et Jean-Baptiste-Gaston. 
On trouve en 1758 un Jean Gaston Sauvage, expert écrivain juré à Paris, veuf de Marie Manche de Maisoncelle et tuteur de leur fils Jean Gaston Nicolas Sauvage.
Sauvage eut des élèves nombreux et fameux, tel Louis Rossignol.

## Œuvres
- Mediavilla (p. 265) cite un recueil d'exemples in-folio oblong, daté 1690, non localisé.
- Quelques exemples manuscrits cités par Mediavilla, non localisés.
- Sauvage n'a laissé aucun recueil gravé.

Ses exemples sont restés manuscrits mais d'après Alexis-Joseph Harger il était facile de s'en procurer. D'après Paillasson, son style était excellent mais il avait tendance à trop ornementer ses pages.